# Superliga Española de Hockey Hielo 1985/1986
Sezóna 1985/1986 byla 14. sezonou Španělské ligy ledního hokeje. Vítězem se stal Club Gel Puigcerdà. 4 kluby hrály Superligu a ostatní kluby hrály juniorské soutěže.

## Konečná tabulka
| Poř | Tým                |
| --- | ------------------ |
| 1   | Club Gel Puigcerdà |
| 2   | CH Jaca            |
| 3   | CH Txuri Urdin     |
| 4   | CH Gel Barcelona   |